# Талагі-Айленд (Джорджія)
Талагі-Айленд (англ. Talahi Island) — переписна місцевість (CDP) в США, в окрузі Четем штату Джорджія. Населення — 1247 осіб (2020).

## Географія
Талагі-Айленд розташоване за координатами 32°1′59″ пн. ш. 80°58′34″ зх. д. / 32.03306° пн. ш. 80.97611° зх. д. (32.032958, -80.976074).  За даними Бюро перепису населення США в 2010 році переписна місцевість мала площу 3,83 км², з яких 3,33 км² — суходіл та 0,49 км² — водойми.

## Демографія
Згідно з переписом 2010 року, у переписній місцевості мешкало 1248 осіб у 502 домогосподарствах у складі 379 родин. Густота населення становила 326 осіб/км².  Було 516 помешкань (135/км²).
Расовий склад населення:
| - 94,3 % — білих - 2,3 % — чорних або афроамериканців - 2,3 % — азіатів - 0,1 % — корінних американців |

До двох чи більше рас належало 0,8 %. Частка іспаномовних становила 1,4 % від усіх жителів.
За віковим діапазоном населення розподілялося таким чином: 18,2 % — особи молодші 18 років, 63,5 % — особи у віці 18—64 років, 18,3 % — особи у віці 65 років та старші. Медіана віку мешканця становила 49,1 року. На 100 осіб жіночої статі у переписній місцевості припадало 103,3 чоловіків;  на 100 жінок у віці від 18 років та старших — 99,4 чоловіків також старших 18 років.
Середній дохід на одне домашнє господарство  становив 91 034 долари США (медіана — 71 111), а середній дохід на одну сім'ю — 102 131 долар (медіана — 90 750). За межею бідності перебувало 3,8 % осіб, у тому числі 9,0 % дітей у віці до 18 років та 3,4 % осіб у віці 65 років та старших.
Цивільне працевлаштоване населення становило 667 осіб. Основні галузі зайнятості: освіта, охорона здоров'я та соціальна допомога — 38,1 %, мистецтво, розваги та відпочинок — 12,0 %, фінанси, страхування та нерухомість — 11,1 %.